# Ярова
Ярова́ — селище Лиманської міської громади Краматорського району Донецької області України.
Розташоване над річкою Сіверський Донець; 2700 мешканців (1986). Біля селища проходить залізниця, станція Ярова. Більшість населення працює на заводах у Лимані.

## Історія
Засноване 1670. За переказами, заснували переселенці з-за Дніпра, які осіли в північно-західній частині сучасного селища біля урвища, яру, де протікав струмок.
2022 року селище було окуповано росіянами під час повномасштабного вторгнення до України, звільнено ЗСУ 19 вересня.
За пів кілометра від Ярової знаходиться орнітологічний заказник місцевого значення Болото Мартиненкове, ліс Яровий входить до складу Національного природного парку «Святі гори».

## Населення

### Мова
Розподіл населення за рідною мовою за даними перепису 2001 року:
| Мова            | Кількість | Відсоток |
| --------------- | --------- | -------- |
| українська      | 1958      | 88.88%   |
| російська       | 244       | 11.08%   |
| інші/не вказали | 1         | 0.04%    |
| Усього          | 2203      | 100%     |

## Храм
Свято-Казанский храм належить до Свято-Покровського благочиння Горлівської єпархії Української православної церкви Московського патріархату. Храм розташований в селищі Ярова, що належить до Краматорського району Донецької області.
Свято-Казанський храм був збудований у 2008 році і відкритий для віруючих у тому ж році. Це одноповерхова будівля з білої цегли з традиційним для російської православної церкви архітектурним стилем. У храмі знаходиться чудотворна ікона Божої Матері Казанської, яка є однією з найшанованіших серед православних віруючих.
Щороку у храмі проводяться святкові богослужіння на честь Божої Матері Казанської та інших святих православної церкви. Свято-Казанський храм є духовним центром для жителів селища Ярова та близьких населених пунктів.

## Опис селища
У селищі є загальноосвітня школа, дитячий садок, поштове відділення, спортивні майданчики, амбулаторія, аптека, бібліотека, магазини та інші соціальні заклади. Також у селищі є  клуб, де проводяться культурно-розважальні заходи.
У селищі знаходиться пам'ятник воїнам, які загинули під час Другої світової війни.
Також поруч протікає річка Сіверський Донець, що дозволяє розвивати рибальство та водний транспорт. 
Воїнам, які загинули під час звільнення селища від гітлерівських загарбників, встановлено пам'ятник. На честь односельців, які загинули на фронтах Великої Вітчизняної війни, споруджено обеліск. У середній школі відкрито музей бойової слави. 

## Природа
Селище Ярова розташоване на південному заході Донецької області в мальовничій природній місцевості, оточене лісами та гірськими пагорбами. Через селище протікає маленька річка Ярова, що додає особливий шарм цій місцевості. Взимку пагорби покриваються снігом, а ліси стають справжнім казковим ландшафтом.
Завдяки своєму розташуванню в зоні лісостепу та гір, в селищі Ярова можна побачити багату рослинність, що складається з різноманітних дерев та кущів. Тут можна знайти берези, ялини, сосни, дуби та інші дерева, які створюють приємну тінь у спекотні дні. Також на території селища ростуть різні види кущів, таких як глід, жимолость, чорниця та інші.
У цій місцевості можна спостерігати багато видів тварин, таких як заєць, лисиця, борсук, дикі кабани та інші. Це місце є популярним серед любителів мисливства та природи.
У загальному, селище Ярова є мальовничим куточком природи, де можна насолоджуватися красою лісів та гір, прогулюючись по мальовничих місцях і насолоджуючись тихістю та спокоєм. 

## Рослини та тварини
Селище Ярова, розташоване в Донецькій області, має різноманітну флору і фауну. 
Серед рослин, що можна зустріти в цьому регіоні, є такі:
- Червона калина: ця рослина зустрічається по всьом селищу.
- Береза: березові гаї знаходяться в околицях селища, а також в лісах.
- Ряска: ця рослина росте на болотах та водоймах.

Щодо тварин, які мешкають у селищі Ярова, можна виділити наступні:
- Звірі: в лісах, що оточують селище, можна зустріти лисиць, борсуків, зайців, кабанів та інших диких тварин.
- Птахи: у селищі можна почути співи птахів, таких як соловейко, ластівка, горихвістка, жайворонок та інші.
- Домашні тварини: у селищі Ярова можна знайти різних домашніх тварин, таких як курі, качки, гуси, свині та інші.

В цілому, селище Ярова має різноманітну природу, яка є домом для багато різних видів рослин та тварин.

## Відомі уродженці
- Курмаз Онисим Антонович (1897—1982) — головний інженер будівництва шахт, Герой Соціалістичної Праці.

За трудові успіхи 18 трудівників відзначені урядовими нагородами - орденом Леніна нагороджено:
- директор школи І. Ф. Труш,
- оглядач вагонів О. Д. Чередніченко.

На фронтах Великої Вітчизняної війни боролися 422 мешканці селища, 191 з них загинули, 218 - удостоєні бойових урядових нагород. Уродженцю Олександрівки В. С. Чернушенку за мужність у боях із фашистами присвоєно звання Героя Радянського Союзу. Жителі селища – кавалери ордена Леніна:
- О. Д. Чередніченко,
- О. О. Руденко,
- І. Є. Курмаз,
- Є. І. Бородін.